# کپنهاگ (فیلم)
کپنهاگ (انگلیسی: Copenhagen) یک فیلم تلویزیونی درام بریتانیایی محصول سال ۲۰۰۲ است که توسط هوارد دیویس نوشته و کارگردانی شده و دانیل کریگ، استیون ری و فرانچسکا آنیس در آن بازی کرده‌اند. این فیلم بر اساس نمایشنامه ای در سال ۱۹۹۸ با همین نام ساخته شده‌است.
داستان مربوط به ملاقات فیزیکدانان نیلز بور و ورنر هایزنبرگ در کپنهاگ در سال ۱۹۴۱ برای بحث در مورد کار و دوستی گذشته آنها است و همچنین حول نقش هایزنبرگ در برنامه بمب اتمی آلمان در طول جنگ جهانی دوم می‌چرخد.